# Bonchamp-lès-Laval
Bonchamp-lès-Laval è un comune francese di 5 950 abitanti situato nel dipartimento della Mayenne nella regione dei Paesi della Loira.

## Società

### Evoluzione demografica
Abitanti censiti